# Életem értelmei
Az Életem értelmei (eredeti cím: My Wife and Kids) egy amerikai televíziós szitkom sorozat, amelyet 2001. március 28. és 2005. május 17. között vetített az amerikai ABC csatorna, összesen 123 félórás epizóddal, öt évadon át. A Touchstone Television által, a Wayans Bros. Entertainment és az Impact Zone-nal közösen készített sorozatban Damon Wayans (a veterán televíziós író és producer, Don Reo mellett alkotó is) alakítja Michael Kyle-t, a Connecticut állambeli Stamfordban élő fekete családfőt. Magyarországon a Comedy Central televízióadó mutatta be 2009-ben.

## Történet
Michael Kyle oltár elé vezette középiskolai szerelmét, és három gyermekük is született. A kép lehetne idilli, ám az apuka neveli otthon gyermekeit, ami számos bonyodalmat okoz. Michael úgy érzi, elrohant mellette az élet, miközben felesége sikeres üzletasszony lett. Gyerekei egyre több gondot okoznak, és csak pénzért nyaggatják apjukat. A főszerepben az amerikai vígjátékokból ismert Damon Wayans nevetteti meg a televíziónézőket.

## Szereplők
| Szereplő                  | Színész                                                | Magyar hang    |
| ------------------------- | ------------------------------------------------------ | -------------- |
| Michael Kyle              | Damon Wayans                                           | Láng Balázs    |
| Janet 'Jay' Kyle          | Tisha Campbell-Martin                                  | Makay Andrea   |
| Michael Kyle Junior       | George Gore II                                         | Penke Bence    |
| Kady Kyle                 | Parker McKenna Posey                                   | Pekár Adrienn  |
| Claire Kyle               | Jazz Raycole (12 epizód) Jennifer Freeman (111 epizód) | Talmács Márta  |
| Tony Jeffers              | Andrew McFarlane                                       | Molnár Levente |
| Franklin Aloysius Mumford | Noah Gray-Cabey                                        | Penke Soma     |
| Vanessa Scott             | Meagan Good (5 epizód) Brooklyn Sudano (28 epizód)     | Czető Zsanett  |
| Calvin Scott              | Lester Speight                                         | Vass Gábor     |
| Jasmine Scott             | Ella Joyce                                             | Bertalan Ágnes |

## Stáb
- Rendező: Andy Cadiff, Leonard R. Garner Jr.
- Író: Damon Wayans, Don Reo, Adam Hamburger
- Zeneszerző: Derryck Thornton
- Operatőr: Donald A. Morgan
- Producer: Adam Hamburger, Dionne Kirschner
- Executive producer: Damon Wayans, Don Reo, David Himelfarb
- Látványtervező: Carlos Barbosa
- Vágó: Skip Collector, Kenny Tintorri

## Magyar változat
A szinkront a Comedy Central Magyarország megbízásából az SDI Sun Hungary készítette. Felolvasó: Kovács M. István.